# Jakob Meisenheimer
Jakob Meisenheimer (Griesheim, 14 giugno 1876 – Tubinga, 2 dicembre 1934) è stato un chimico tedesco.
Numerosi i suoi contributi alla chimica organica, il più famoso è la struttura proposta per un gruppo di composti attualmente denominati complessi di Meisenheimer. Ha inoltre proposto il meccanismo per il riarrangiamento di Beckmann. Più tardi nella sua carriera, ottenne la sintesi della piridina N-ossido.